# Patrick Mitchell-Thomson, 2. Baron Selsdon

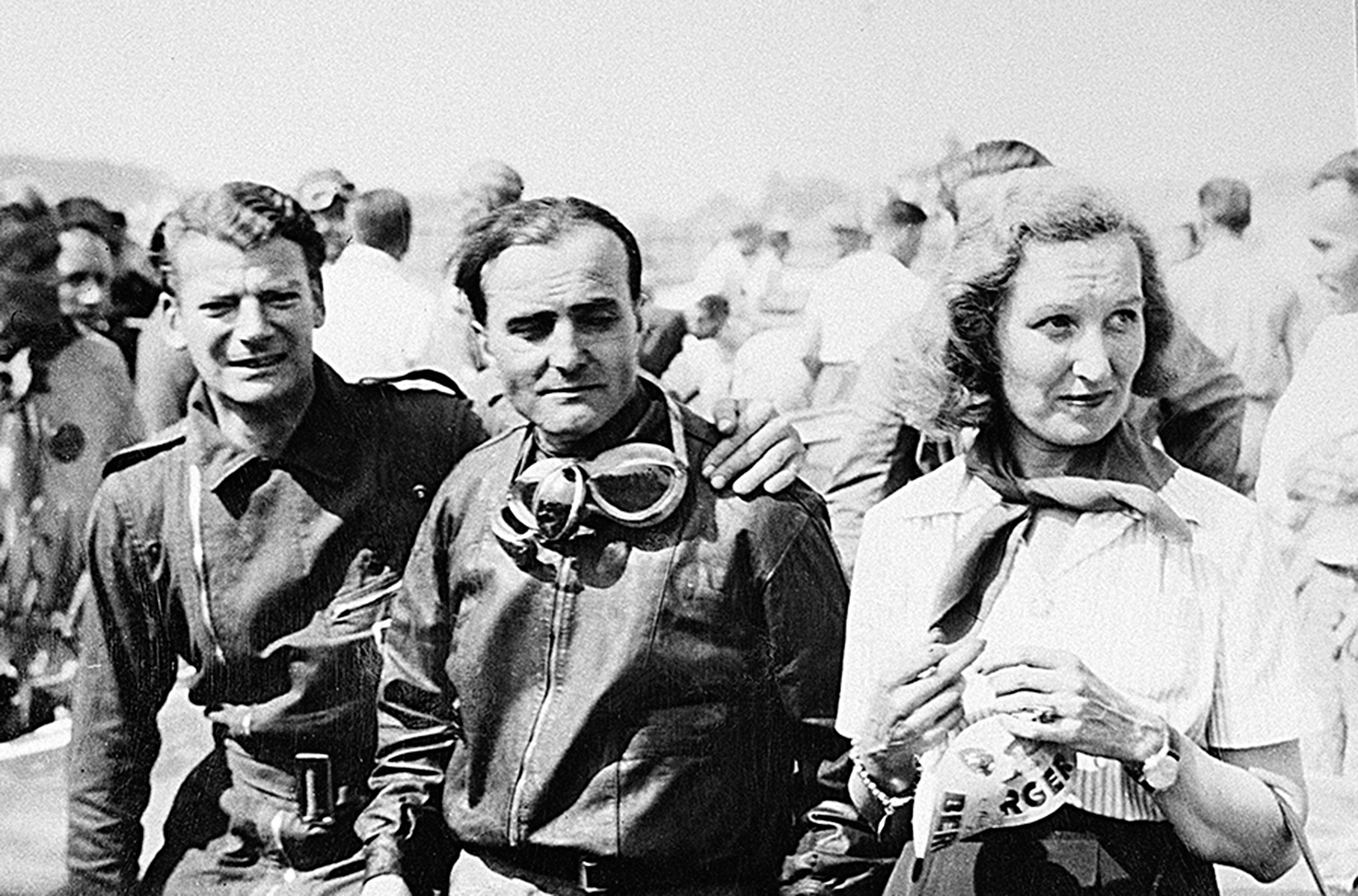
Die Rennsieger des 24-Stunden-Rennens von Le Mans 1949; Lord Selsdon (links) und Luigi Chinetti (Mitte). Rechts Chinettis Ehefrau Marion

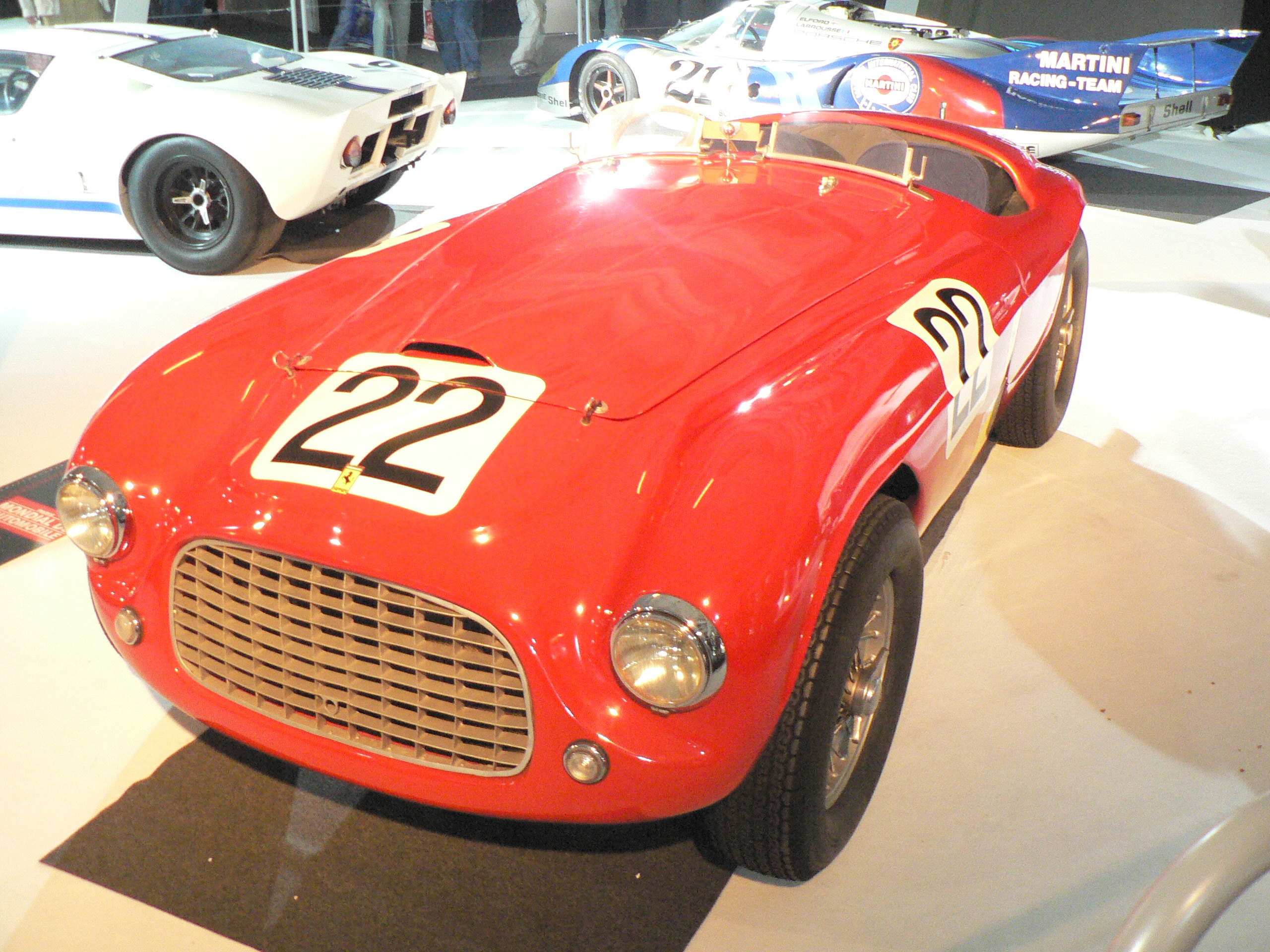
Ferrari 166MM Barchetta, der Siegerwagen von Chinetti/Selsdon in Le Mans 1949

Patrick William Malcolm Mitchell-Thomson, 2. Baron Selsdon (* 28. Mai 1913 in Chelsea, London; † 7. Februar 1963), bekannt als Lord Selsdon, war ein britischer Peer und Autorennfahrer. Er verwendete auch den Spitznamen Peter Selsdon.

## Familie, Adelstitel und Militärkarriere
Er war der Sohn des William Mitchell-Thomson, 1. Baron Selsdon, aus dessen zweiter Ehe mit Effie Lilian Brennan. Er wurde am Winchester College ausgebildet. Beim Tod seines Vaters erbte er dessen Adelstitel als 2. Baron Selsdon, of Croydon in the County of Surrey, sowie als 3. Baronet, of Polmood in the County of Peebles. Mit dem Baronstitel war auch ein Parlamentssitz im britischen House of Lords verbunden. Während des Zweiten Weltkriegs diente er als Offizier der Freiwilligenreserve der Royal Navy (Royal Naval Volunteer Reserve), stieg 1941 bis in den Rang eines Lieutenant auf und wurde 1943 mit dem Distinguished Service Cross ausgezeichnet.
1936 heiratete er in erster Ehe Phoebette Swithinbank. Die Ehe wurde 1944 geschieden. Mit ihr hatte er zwei Kinder:
- Malcolm McEacharn Mitchell-Thomson, 3. Baron Selsdon (1937–2024);
- Hon. Mary Gail Mitchell-Thomson (* 1939) ⚭ 1963 Patrick John Joseph O’Kelly.

1944 heiratete er in zweiter Ehe Dorothy Greenish. Mit ihr hatte er eine Tochter:
- Hon. Petrina Frances Anne Mitchell-Thomson (* 1945) ⚭ 1967 James Geoffrey Lennox Pugh.

## Karriere als Rennfahrer
Patrick Mitchell-Thomson begann in den 1930er-Jahren Sportwagenrennen zu fahren. 1935 gab er sein Debüt beim 24-Stunden-Rennen von Le Mans, musste das Rennen nach einem technischen Defekt aber vorzeitig aufgeben. 1935 war er in Le Mans noch als Mitchell-Thomson an den Start gegangen, 1939 wurde er auf einem Lagonda als Lord Selsdon Vierter in der Gesamtwertung.
Seinen größten Erfolg im Motorsport feierte er 1949, als er als Teamkollege von Luigi Chinetti das erste 24-Stunden-Rennen nach dem Zweiten Weltkrieg gewann. Es war der erste große Erfolg für Ferrari im internationalen Rennsport. Dabei saß allerdings Chinetti 23 der 24 zu fahrenden Stunden am Steuer.
Schon ein Jahr davor hatte er einen ersten Sieg mit dem Ferrari 166MM verbucht, ohne einen Meter gefahren zu sein. Beim 12-Stunden-Rennen von Montlhéry waren – in der damaligen Zeit kurz nach dem Krieg nicht unüblich – Sportwagen und Formel-1-Fahrzeuge gemischt am Start. Teamkollege Chinetti ließ sich von den schnelleren Monopostos nicht abschütteln und siegte nach Alleinfahrt deutlich vor einem hubraumstärkeren Talbot und einem Delage. Selsdon schaute dem Rennen von der Boxengasse aus zu, steht aber als zweiter Fahrer in den Siegerlisten.
Der englische Herrenfahrer setzte seinen Ferrari auch 1950 in Le Mans ein. Sein Teamkollege war diesmal der Franzose Jean Lucas. Es war das letzte große Rennen, an dem Selsdon teilnahm, und es endete nach 164 gefahrenen Runden durch technischen Defekt.

## Statistik

### Le-Mans-Ergebnisse
| Jahr | Team           | Fahrzeug               | Teamkollege     | Platzierung | Ausfallgrund |
| ---- | -------------- | ---------------------- | --------------- | ----------- | ------------ |
| 1935 | M.T.U. Collier | Frazer Nash TT Replica | Michael Collier | Ausfall     | Defekt       |
| 1939 | Lord Selsdon   | Lagonda V12            | Lord Waleran    | Rang 4      |              |
| 1949 | Lord Selsdon   | Ferrari 166MM          | Luigi Chinetti  | Gesamtsieg  |              |
| 1950 | Lord Selsdon   | Ferrari 166MM          | Jean Lucas      | Ausfall     | Defekt       |